# بوشاد (باقران)
بوشاد (بالفارسية: بوشاد) هي مستوطنة تقع في إيران في قسم باقران الريفي. يقدر عدد سكانها بـ 170 نسمة .